# Choroby genetyczne w populacji fińskiej
Opisano około 35 genetycznych chorób, których częstość w populacji fińskiej jest znacznie wyższa niż w jakiejkolwiek innej grupie etnicznej. Uważa się to za jeden z najlepszych przykładów na rolę efektu założyciela w epidemiologii chorób genetycznych. W historii Finów wielokrotnie dochodziło do ograniczenia puli genowej populacji: przez zmniejszenie jej liczebności lub izolację małych grup ludności w trudno dostępnych regionach kraju. Mutacje założycielskie odpowiadają za 70 do nawet 100% alleli warunkujących wystąpienie chorób należących do tej grupy. Natomiast choroby dziedziczone autosomalnie recesywnie, typowe dla populacji europejskiej: mukowiscydoza, galaktozemia, fenyloketonuria, są prawie niespotykane u rdzennych mieszkańców Finlandii.
Choroby częstsze w populacji fińskiej
- wrodzony zespół nerczycowy typu fińskiego (OMIM#256300)
- wrodzona rogówka płaska (cornea plana congenita) (OMIM#217300)
- zespół Imerslund-Gräsbecka (wybiórcze złe wchłanianie witaminy B12, OMIM 261100)
- postępująca padaczka miokloniczna (padaczka miokloniczna Unverrichta i Lundborga, OMIM#254800)
- rozszczep siatkówki dziedziczony XR (retinoschisis) (OMIM+312700)
- autoimmunologiczna poliendokrynopatia-drożdżyca-dystrofia ektodermalna (OMIM#240300)
- wrodzona biegunka chlorowa (OMIM#214700)
- nieketotyczna hiperglicynemia (OMIM*238300)
- lizynuryczna nietolerancja białka (OMIM#222700)
- wrodzony niedobór laktazy (OMIM#223000)
- aspartyloglukozaminuria (OMIM+208400)
- zespół Ushera typu 3 (OMIM#276902)
- wielotorbielowata osteoliza tłuszczowo-błoniasta i leukoencefalopatia stwardniająca (OMIM#221700)
- rodzinna amyloidoza typu fińskiego (AD) (OMIM#105120)
- niskorosłość MULIBREY (zespół Perheentupy, OMIM#253250)
- dysplazja przynasadowa McKusicka (OMIM#250250)
- młodzieńcza neuronalna lipofuscynoza ceroidowa (choroba Vogta i Spielmeyera, OMIM#204200)
- dysplazja diastroficzna (OMIM#222600)
- hiperornitynemia z zakrętowym zanikiem naczyniówki i siatkówki (OMIM+258870)
- niemowlęca neuronalna lipofuscynoza ceroidowa (OMIM#256730)
- choroideremia (XR) (OMIM#303100)
- zespół Meckela (OMIM#249000)
- choroba mózgowo-oczno-mięśniowa (OMIM#253280)
- choroba spichrzeniowa kwasu sjalowego (sjaluria typu fińskiego, choroba Salla, OMIM#604369)
- zespół hydrolethalus (OMIM#236680)
- wariant fiński późnej niemowlęcej neuronalnej lipofuscynozy ceroidowej (OMIM#256731)
- zespół Cohena (OMIM#216550)
- zespół IOSCA (OMIM%271245)
- letalny zespół wrodzonych przykurczy stawowych (OMIM%253310)
- zespół RAPADILINO (OMIM#266280)
- postępująca padaczka z opóźnieniem umysłowym (OMIM#600143)
- piszczelowa dystrofia mięśniowa (AD) (OMIM#600334)
- zespół PEHO (OMIM%260565)
- jajniki FSH-oporne (OMIM#233300)
- artrogrypoza śmiertelna ze zwyrodnieniem komórek rogu przedniego (zespół LAAHD)
- zespół GRACILE (OMIM#603358)